# Gesù in gloria consegna le chiavi a san Pietro e il libro della dottrina a san Paolo
Gesù in gloria consegna le chiavi a san Pietro e il libro della dottrina a san Paolo è un dipinto a olio su tela sagomata (225x125 cm) del Moretto, databile al 1540 circa e conservato nella chiesa abbaziale di San Nicola a Rodengo-Saiano, all'altare di San Pietro, il secondo a destra.
Spesso trascurata dalla critica ottocentesca e di inizio Novecento, l'opera ha ottenuto larghi apprezzamenti a partire dall'esposizione sulla pittura bresciana del 1946 e, in particolare, dopo il restauro del 1971, che le ha restituito le cromie originali. Il dipinto, collocabile nella piena maturità artistica del Moretto, raggiunge un tono particolarmente elevato nel paesaggio dipinto sullo sfondo, più volte lodato dalla critica per il suo accento lirico.

## Storia
La pala viene commissionata dai monaci olivetani dell'abbazia di San Nicola, probabilmente da Tommaso da Gussago, come riferisce Luigi Fé d'Ostiani nel 1886 sulla base di un documento non identificato. Il dipinto mantiene la sua collocazione durante i rifacimenti settecenteschi praticati all'interno della chiesa, ma per adattarlo alla cornice mistilinea del rinnovato altare vengono aggiunte due strisce di tela in alto e in basso, ancora oggi rilevabili alla vista.
Nel 1971, a spese della sede bresciana del Rotary Club che collaborava alla rinascita dell'abbazia, l'opera viene sottoposta a un completo restauro che le restituisce le cromie originali.

## Descrizione
Il dipinto raffigura, in alto, Gesù in gloria tra le nubi nell'atto di consegnare le chiavi della Chiesa a san Pietro e il libro della dottrina a san Paolo, posizionati in basso, sulla terra, e vestiti con tuniche multicolori. Sullo sfondo si scorge un paesaggio montuoso con una città fortificata sulla riva di un mare o un lago.

## Stile
L'opera viene descritta per la prima volta da Francesco Paglia nel 1675: "Nel bellissimo Monastero dei R.R.P.P. Monachi bianchi a Rodengo in quella nob.ma Chiesa ritrovasi tra l'altre una Pala con li SS. Pietro e Paolo fatta dal Moretto".
L'interesse per il dipinto scarseggia però nella critica ottocentesca: Stefano Fenaroli lo cita appena nel 1875 e lo riprende in un successivo studio del 1878 solo per evidenziare che "la composizione è semplice, il disegno assai diligente, le figure degli apostoli assai dignitose come pire quella del Redentore, che consegna le chiavi a Pietro".
Anche a Pietro da Ponte, nel 1898, non appare un "quadro di molto merito" e lo giudica come "dipinto con colore assai magro, quasi si direbbe una tempera verniciata". Vede invece come "la parte migliore del quadro" la testa di san Pietro, dipinta in difficile scorcio. Ammette comunque il cattivo stato di conservazione dell'opera "per l'umidità della parete", che ne limita la leggibilità. Il dipinto viene addirittura escluso dalla monografia di Adolfo Venturi del 1929 e dagli studi di Berenson, mentre György Gombosi lo descrive sommariamente nel 1943.

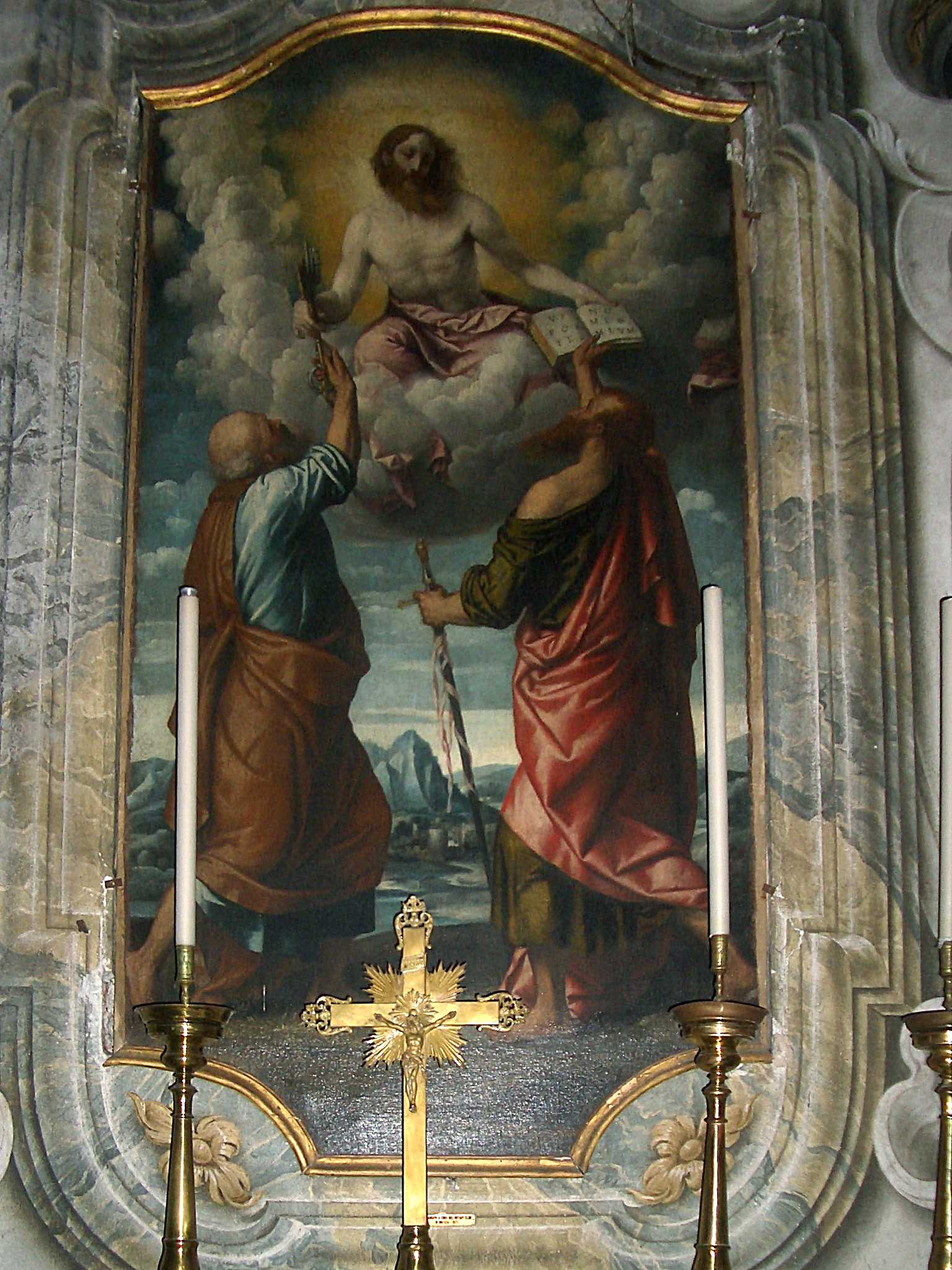
Il dipinto nella sua collocazione.

I primi critici moderni a trattare l'opera con maggiore attenzione sono Gaetano Panazza e Camillo Boselli in occasione della mostra "Pitture in Brescia dal Duecento all'Ottocento" del 1946, sebbene in dipinto non fosse ancora stato restaurato. Pur premettendo che si tratta di "una paletta senza pretese", i due studiosi sono del parere che essa "affianca mirabilmente la produzione maggiore dell'artista. [...] I due santi sono ancora impacciati a muoversi come a Manerbio (in riferimento alla Pala di Manerbio), presentano nei loro abiti brani di colore degni delle migliori opere dell'artista; l'azzurro inargentato dalla luce di Pietro, tutto avvolto dal quieto topazio, ricorda sì il liquido cristallino cilestrino atmosferico de paesaggio cui fa di contrappeso ma richiama per esempio le tonalità di Pietro dell'Assunta (in riferimento all'Assunzione della Vergine in Duomo vecchio a Brescia); mentre san Paolo a chiasmo cromatico avvolge con un ricco drappo d'un rosa anch'esso inargentato dalla luce i toni caldi e soffici d'un verdone. Ma la parte più bella, più piacevole del quadro è quel dolce, riposato paesaggio fantasioso di acque, rupi scheggiate, colline dolcemente divallantesi tutto avvolto da quell'atmosfera d'un cilestro-zaffiro purissimo che dà al tutto una trasparenza ed una consistenza quasi cristallina". I due critici, come già intuibile dagli accostamenti con le pale di Manerbio e del Duomo vecchio, propongono una datazione al 1530-1535, collocando il dipinto nella prima maturità del Moretto.
Dopo il restauro del 1971, che riporta il dipinto nelle condizioni originali e offre la possibilità di una lettura critica più dettagliata, lo stesso Gaetano Panazza posticipa di dieci anni la datazione offerta nello studio del 1946, assegnando la tela al 1540-1545. "I santi Pietro e Paolo", scrive il Panazza, "collocati in piedi e in primo piano [...], accentuano la profondità della scena con la loro posizione di sbieco e hanno un'impostazione monumentale non infrequente nel nostro pittore. la grandiosità è però attenuata dall'allungarsi in senso verticale delle figure e dalla loro torsione, che già accennano chiaramente all'incipiente manierismo, e dalla bellezza dei colori delle vesti". Lo studioso osserva poi come la figura più debole sia invece quella di Cristo e che la composizione, in fondo, non sia molto originale e richiama altre opere del periodo, in particolare il Cristo in passione con Mosè e Salomone nella collegiata dei Santi Nazaro e Celso a Brescia, il Cristo eucaristico con i santi Cosma e Damiano nella chiesa dei Santi Cosma e Damiano a Marmentino e il Cristo eucaristico tra i santi Bartolomeo e Rocco nella chiesa di San Bartolomeo a Castenedolo. Il Panazza torna infine sul paesaggio retrostante il gruppo, che classifica nuovamente come "il brano di più alto interesse dell'opera, nel quale il Moretto ha veramente espresso liricamente la commossa vibrazione dell'animo".
Pier Virgilio Begni Redona, nel 1988, illustra il tema religioso affrontato dal Moretto in quest'opera, "la costituzione della Chiesa sul fondamento apostolico, nelle persone di chi, come Pietro e Paolo, costituiscono le colonne della Chiesa stessa".